# Майдантальський сільський округ
Майдантальський сільський округ (каз. Майдантал ауылдық округі, рос. Майданталский сельский округ) — адміністративна одиниця у складі Сауранського району Туркестанської області Казахстану. Адміністративний центр — село Интали.
Населення — 2943 особи (2021; 3285 у 2009, 3541 у 1999, 2889 у 1989).
Станом на 1989 рік існувала Инталинська сільська рада (села Интали, Каражон, Сауран, селищє Єгізкара, Роз'їзд 30). Пізніше села Єскі-Сауран (колишнє селище Роз'їзд 30) та Сауран утворили окремий Жибек-Жолинський сільський округ. До 2017 року округ називався Сауранський.

## Склад
До складу округу входять такі населені пункти:
| Населений пункт | Колишні назви | Населення, осіб (1989) | Населення, осіб (1999) | Населення, осіб (2009) | Населення, осіб (2021) |
| --------------- | ------------- | ---------------------- | ---------------------- | ---------------------- | ---------------------- |
| Єгізкара, село  | -             | 37                     | 103                    | 101                    | 45                     |
| Интали, село    | -             | 2294                   | 2644                   | 2435                   | 2251                   |
| --Сукоймаси     | -             | -                      | -                      | -                      | 8                      |
| Каражон, село   | -             | 558                    | 794                    | 749                    | 639                    |